# Allobates wayuu
Allobates wayuu es una especie de anfibio anuro de la familia Aromobatidae.

## Distribución geográfica
Esta especie es endémica de la cordillera de Macuira en el departamento de La Guajira en Colombia. Habita entre los 210 y 780 m de altitud.

## Publicación original
- Acosta-Galvis, Cuentas, & Coloma, 1999 : A new species of Colostethus Cope 1867 (Amphibia: Anura: Dendrobatidae) from northern Caribbean Colombia. Revista de la Academia Colombiana de Ciencias Exactas Físicas y Naturales, vol. 23, suplemento especial, p. 225-230[5]